# Tagawa II
Pour les articles homonymes, voir Tagawa (homonymie).
Tagawa II est une localité du Cameroun située dans le département du Logone-et-Chari et la Région de l'Extrême-Nord. Elle fait partie de la commune de Waza et du canton de Waza rural.

## Population
Lors du recensement de 2005, on y a dénombré 119 habitants.